# Клезль, Мельхиор
Мельхиор Клезль (нем. Melchior Klesl; 19 февраля 1552, Вена – 18 сентября
1630, Винер-Нойштадт)   — австрийский церковный и государственный деятель, кардинал с 1615 года, епископ Венский (1613–1630), канцлер императора Священной Римской империи Матвея.

## Биография

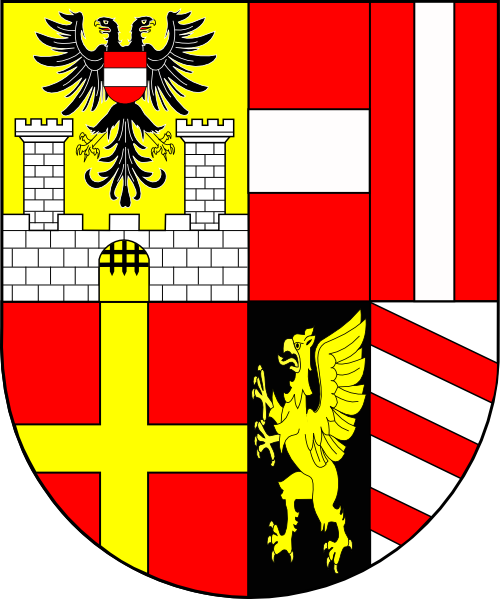
Герб М. Клезеля

Представитель старого бюргерского рода; сын пекаря, родители его были протестанты, но Клезель рано перешёл  в католичество, учился у иезуитов в Вене, посвящен в священники, был канцлером и ректором венского университета, епископом венским, генерал-реформатором монастырей и придворным проповедником. 
В 1579 году рукоположен в священники, служил в венском Соборе Святого Стефана. Проводил политику Контрреформации.

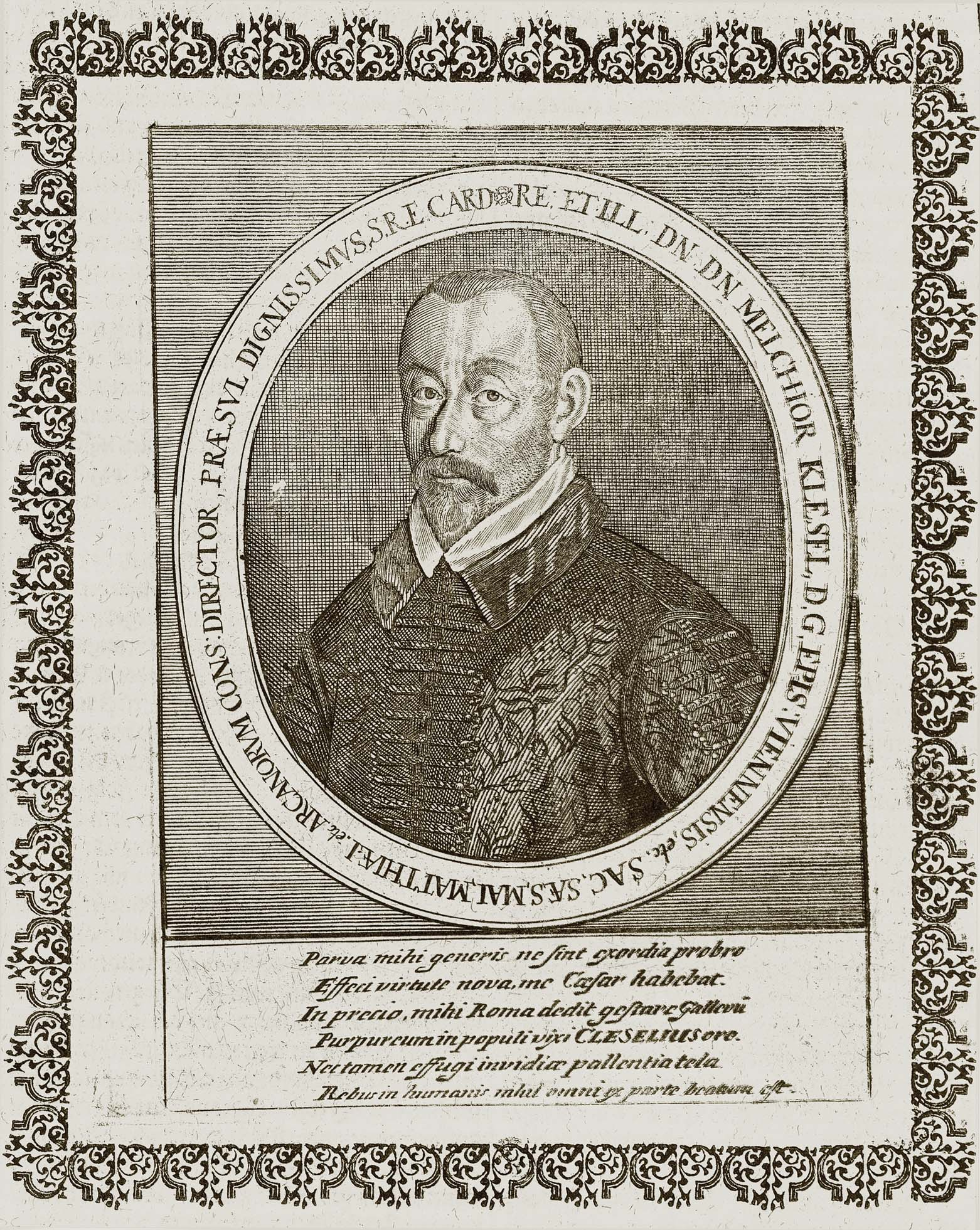

Основал в Вене образцовую католическую семинарию, содействовал допущению иезуитов в венский университет, сделал обязательным для всех молодых людей, поступавших в университет, исповедание католицизма. Политическая программа Клезеля сводилась к поддержке интересов Габсбургского дома и католической церкви. 
Он был главным советником эрцгерцога Матвея и, с избранием его в императоры, стал руководителем тайного совета. После вступления на императорский престол Матвея на его политику существенное влияние оказывал Клезель, который надеялся добиться компромисса между католическими и протестантскими частями империи с целью усиления государства. 
Реставрационные стремления его не были, однако, фанатическими; они постоянно сдерживались государственными расчетами; Клезель даже избегал войны с протестантами. В 1616 г. он был посвящён в кардиналы. Недовольные всемогущим министром сгруппировались около эрцгерцога Максимилиана; последний называл Клезеля «заразой австрийского дома». После смерти Матвея Клезель в 1618 году  был заключен под стражу. Его обвиняли в том, что он умалял значение императорского авторитета, препятствовал назначению наследника Матвея, выдавал государственные тайны, ухудшил финансы, подстрекал Богемию к восстанию и задержал успешно начавшиеся переговоры императора с Османской империей. Только в 1622 г. получил свободу и поселился в Риме; позже ему разрешено было вернуться в Вену и возвращены все прежние отличия.